# 은하 (영화)
"은하"는 2017년에 개봉한 대한민국의 영화이다.

## 캐스팅
- 이정진 : 한서준 역
- 임수향 : 이은하 역
- 박주형 : 강홍규 역
- 조복래 : 정태하 역
- 동방우 : 정만호 역

- 조덕제  : 난민센터국장 역
- 김서원 : 변호사 역
- 김명수 : 교도소장 역
- 정윤선 : 서연 역
- 윤다경 : 최사장부인 역
- 김재일 : 검사 역
- 주혜지 : 홍희영 역
- 임지석 : 철민 역
- 이시운 : 정수 역
- 최정현 : 교도관 3 역
- 유종일 : 교도관 4 역
- 김가애 : 여교도관 1 역
- 김지애 : 여교도관 2 역
- 이주선 : 여교도관 3 역
- 박초은 : 희숙 역
- 이지형 : 여수감자 1 역
- 박용 : 판사 역
- 박상희 : 증인 역
- 변봉식 : 부재판관 역
- 남궁수일 : 부재판관 역
- 김진래 : 최 사장 역
- 안지환 : 브로커 역
- 장유하 : 해변가아이 역
- 이홍선 : 남수감자 1 역
- 김시은 : 단란주점직원 1 역
- 오누리 : 단란주점직원 2 역
- 인지희 : 단란주점직원 3 역
- 전승운 : 난민센터 자원봉사자 역
- 나귀화 : 난민센터 자원봉사자 역
- 첨 시노운 : 난민센터 외국인 역
- 정다운 : 신체검사실 여수감자 1 역
- 함혜영 : 신체검사실 여수감자 2 역
- 김근효 : 신체검사실 여수감자 3 역
- 하니 : 은하 대역
- 박수경 : 희숙 대역

- 지아 : 난민센터 자원봉사자 역 (특별출연)